# Pixabay
Pixabay – internetowy bank zdjęć i filmów stockowych. Posiada bazę obrazów na własnej, zmodyfikowanej wersji licencji Creative Commons Zero (CC0) w wielkości około 2,3 miliona obrazów. Jest uznawany za największy na świecie darmowy bank zdjęć. Pixabay umożliwia rejestrację oraz publikację własnych zdjęć w serwisie.

## Historia
Pixabay powstał w 2010 roku w Ulm. Założycielami i właścicielami Pixabay są Hans Braxmeier oraz Simon Steinberger. 
W 2019 roku licencja Creative Commons Zero (CC0) została zastąpiona przez licencję własną Pixabay.
Od 15 lipca 2022 r. Pixabay organizuje na swojej stronie konkursy o różnej tematyce. Nagrodami dla zwycięzców są zazwyczaj vouchery Canva lub fizyczne przedmioty dostarczane za darmo.
17 kwietnia 2023 r. weszły w życie znaczące zmiany w regulaminie serwisu Pixabay. Obejmowały one modyfikację "Licencji Pixabay" na "Licencję treści", a także przywrócenie licencji Creative Commons CC0 dla treści przesłanych do Pixabay przed 9 stycznia 2019 r.

## Dostępne licencje
Pixabay udostępnia obrazy kreatywne na zmodyfikowanej licencji Creative Commons Zero. Fotografie oferowane są do użytku komercyjnego oraz prywatnego.